# جون بارنز (سياسي)
جون بارنز (بالإنجليزية: John Barnes)‏ هو سياسي أسترالي، ولد في 1838، وتوفي في 21 أبريل 1915. حزبياً، نشط في Protectionist Party ‏. وقد انتخب عضو الجمعية التشريعية نيو ساوث ويلز.